# Opheers
Opheers is een deelgemeente van de Belgische gemeente Heers in de provincie Limburg, het was een zelfstandige gemeente tot aan de gemeentelijke herindeling van 1971. Tot op heden maakt het gehucht Middelheers hoofdzakelijk deel uit van de parochie Opheers.

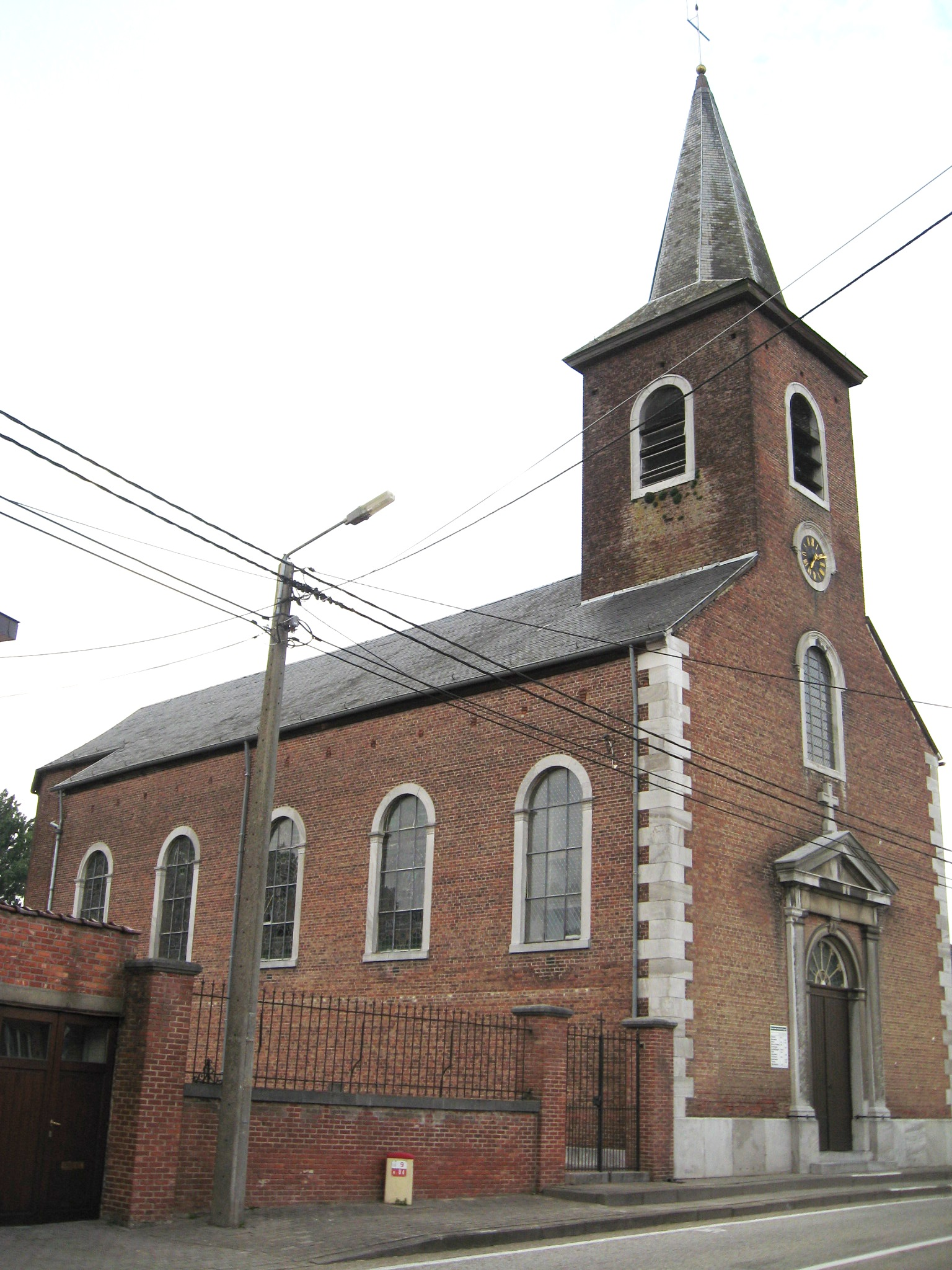
De Sint-Lambertuskerk

## Etymologie
De oudste vermelding is uit 1099 en 1138, en wel Ob Here. Opheers ligt dus hoger dan Heers. Vergelijk ook Batsheers (Bas-Heers).

## Geschiedenis
De Romeinse heerbaan van Tongeren naar Gembloers liep door het gebied van Opheers.
Opheers behoorde tot het persoonlijk domein van de Graven van Loon, en vanaf 1366 tot de Bisschoppelijke Tafel van het prinsbisdom Luik. In 1639 werd Opheers uitgegeven als heerlijkheid, samen met Batsheers, aan Henri de Rivière d'Arschot, die reeds heer van Heers was. In 1771 kwam Opheers aan François Lambert de Stockem. Vooral de Abdij van Herkenrode bezat aanzienlijke goederen in Opheers.
Gedurende de 17e en 18e eeuw had Opheers regelmatig van rondtrekkende troepen te lijden. Vooral in 1636 was er veel ellende, toen het dorp door troepen van Jan van Weert werd platgebrand.
De Sint-Lambertusparochie was afhankelijk van de parochie van Heers. Vanuit Opheers werd de Sint-Servatiuskapel te Middelheers bediend. Het patronaatsrecht was in handen van het Sint-Denijskapittel te Luik.

## Demografische ontwikkeling
- Bronnen:NIS, Opm:1831 tot en met 1961=volkstellingen

## Bezienswaardigheden
- Hoeve de Naveau (18de eeuw)
- Hoeve Herkenrode in renaissancestijl (1640)
- Hoeve Moïes (18de eeuw)
- Sint-Lambertuskerk, gebouwd in 1859
- Sint-Laurentiuskapel (18de eeuw)

## Natuur en landschap
Opheers ligt in Droog-Haspengouw. De hoogte varieert van 88 tot 127 meter. Nabij de Hoeve Herkenrode ontspringt de Wetterdelle, welke in noordwaartse richting stroomt en uiteindelijk via de Oostherk in de Herk uitmondt. Nog in de eerste helft van de 19e eeuw stroomde de beek in het midden van de huidige Opheersstraat.
Het leemplateau toont een open landschap waarop vooral akkerbouw wordt bedreven. Daarbij gaat het vooral om tarwe en suikerbieten.
In het uiterste zuiden van Opheers vindt men de vallei van de Jeker, welke over korte afstand ook de taalgrens markeert.

## Nabijgelegen kernen
Batsheers, Heers, Bergilers (Belliek), Liek